# Орден Сиснероса
Орден Сиснероса – государственная награда Испании за гражданские заслуги.

## История
Орден был учреждён 8 марта 1944 года каудильо Франсиско Франко в честь своего кумира, испанского государственного деятеля, кардинала Франсиско де Сиснероса. По мнению Франко, Сиснерос, как слуга общества и государства был неукоснительно честен и никогда не опасался за последствия для себя лично при исполнении своего долга.
Орденом Сиснероса награждались испанцы, прославившиеся самоотверженностью и добросовестностью на поприще гражданской и военной службы. Орден имел ярко выраженный религиозный характер – получить его могли только католики.
Награждение классами Орденской цепи и Большого креста производилось указом каудильо Франсиско Франко по представлению Генерального секретаря. Остальные классы вручались по решению министров от имени главы государства.
После восшествия на трон короля Хуана Карлоса I и восстановления парламентской монархии 15 апреля 1977 года была проведена орденская реформа. Орден Сиснероса был оставлен среди государственных наград, однако фактически больше ни разу не вручался.

## Степени
Орден Сиснероса имеет пять классов и почётную медаль. Количество награждённых каждым классом ордена было ограничено:
- Орденская цепь – 11 членов.
- Большой крест – 200 членов.
- Гранд-офицер – 500 членов.
- Командор – 1000 членов.
- Рыцарь
- Золотая медаль

## Описание

### Знак
Знак ордена представляет собой золотой мальтийский крест красной эмали с золотыми шариками на концах. Крест наложен на два пучка золотых стрел (по пять стрел в каждом пучке), выступающих между перекладинами креста. На крест наложен геральдический золотой орёл святого Иоанна-евангелиста чёрной эмали с золотым нимбом вокруг головы держащий в лапах золотое ярмо в красными эмалевыми вставками.

### Орденская цепь
Знак ордена крепится к орденской цепи. Орденская цепь состоит из чередующихся звеньев, соединённых между собой двойными цепочками. Звенья в виде:
- золотой венок, состоящий из двух пальмовых ветвей;
- золотой мальтийский крест красной эмали с золотыми шариками на концах;
- золотой геральдический орёл святого Иоанна-евангелиста чёрной эмали.

Центральное звено, к которому крепится знак ордена, представляет собой золотого геральдического орла святого Иоанна-евангелиста чёрной эмали.

### Звезда
Звезда ордена аналогична знаку, но большего размера.

### Орденская лента
Знак ордена крепится к орденской ленте пурпурного цвета.